# Stephen Edwards (Komponist)
Stephen James Edwards (* Februar 1962 in Ann Arbor, Michigan) ist ein US-amerikanischer Komponist.

## Leben
Stephen James Edwards wurde in einer musischen Familie geboren, sodass er früh gefördert wurde. Er studierte an der Lawrence University, wo er ein Bachelor in Klavierspiel und Wirtschaftswissenschaften erhielt. Anschließend zog er 1986 nach Los Angeles, wo er an der Dick Grove School of Music studierte, um weiter in der Filmkomposition ausgebildet zu werden. Zu dieser Zeit war er auch als Studiomusiker aktiv und spielte während der Musikaufnahmen von Serien wie L.A. Law – Staranwälte, Tricks, Prozesse, Magnum und Hunter mit.
Nachdem er 1992 erstmals für die beiden B-Movies The Minister’s Wife und Midnight Fear die Musik komponierte, waren es vor allem weitere B-Movie-Actionfilme wie Shadowchaser 2, Bloodsport 2 und Undisputed 2 für die Edwards später Bekanntheit erlangte.

## Filmografie (Auswahl)
- 1992: The Minister’s Wife
- 1992: Midnight Fear
- 1993: American Karate Tiger (Showdown)
- 1993: Tai Chi (太极张三丰; Tàijí Zhāng Sānfēng)
- 1994: Shadowchaser 2 (Project Shadowchaser II)
- 1995: Shadowchaser 3 (Project Shadowchaser 3)
- 1996: Bloodsport 2
- 1997: Bloodsport 3 (Bloodsport III)
- 1997: T.N.T. – Für immer in der Hölle (T.N.T.)
- 1997: Verschwörung der Angst (The Conspiracy of Fear)
- 1998: Blut an ihren Händen (Blood on Her Hands)
- 1998: Pakt mit dem Bösen (Rough Draft)
- 1998: The Patriot – Kampf ums Überleben (The Patriot)
- 1998: Zu jung für ein Baby (Fifteen and Pregnant)
- 1999: Auf der Straße der Träume (Heaven or Vegas)
- 1999: Eine Nacht in L.A. (Out in Fifty)
- 1999: Engel der Vergeltung (BitterSweet)
- 1999: Fight of the Dragon (Bridge of Dragons)
- 1999: Justice – Eine Frage der Gerechtigkeit (Justice)
- 1999: Mein Partner mit der kalten Schnauze 2 (K-911)
- 2000: Sacrifice – Der Sweetwater-Killer (Sacrifice)
- 2000: Tod in großen Scheinen (Luck of the Draw)
- 2001: Children of the Corn: Revelation
- 2001: Honor & Duty – The Substitute IV (The Substitute: Failure Is Not an Option)
- 2002: Hard Cash – Die Killer vom FBI (Run for the Money / Hard Cash)
- 2002: Hellraiser: Hellseeker
- 2003: Marines – Gehetzt und verraten (Marines)
- 2003: Monster unter uns (Monster Makers)
- 2005: Feast
- 2005: Raging Sharks – Killer aus der Tiefe (Raging Sharks)
- 2005: Today You Die
- 2006: Mercenary for Justice
- 2006: Undisputed 2 (Undisputed II: Last Man Standing)
- 2007: Rin Tin Tin (Finding Rin Tin Tin)
- 2009: Ninja – Revenge Will Rise (Ninja)
- 2010: Tierisch Cool – Ein Hund in New York (Cool Dog)
- 2017: Undisputed IV – Boyka Is Back (Boyka: Undisputed IV)
- 2017: Zombie Shooter